# Václav Titl
Václav Titl (16 mai 1885 - 21 décembre 1923) est un footballeur international bohémien, évoluant au poste de gardien de but.

## Biographie
Joueur du Slavia Prague, Václav Titl officie comme gardien de but de l'équipe de Bohême et Moravie de football durant l'année 1908.